# Arne Berg
Arne Berg (n. 3 decembrie 1909, Ösmo⁠(d), Comitatul Stockholm, Suedia – d. 15 februarie 1997, Årsta⁠(d), Comitatul Stockholm, Suedia) a fost un ciclist de performanță suedez, medaliat olimpic. A participat la două ediții ale Jocurilor Olimpice (1932, 1936) în care a câștigat o medalie de bronz.